# Liste der österreichischen Botschafter im Iran
Diese Liste der österreichischen Botschafter im Iran zeigt alle für Österreich tätigen Botschafter in diplomatischen Angelegenheiten gegenüber Persien und dem Nachfolgestaat Iran in der Zeit von 1872 bis heute (2021).

## Geschichte
Im Jahr 1955 wurde wieder eine österreichische Gesandtschaft in Teheran errichtet und mit dem Geschäftsträger Eugen Buresch besetzt.
Der Sitz des Gesandten blieb vorderhand noch Ankara, wo der nachmalige Außenminister Erich Bielka.
Die Gesandtschaft wurde 1960 zur Botschaft aufgewertet, der Amtsbereich erstreckte sich auf Iran und Afghanistan.
| Ernannt / Akkreditiert | Name                           | Bemerkungen                                 | ernannt während der Regierung von | akkreditiert bei                 | Posten verlassen |
| ---------------------- | ------------------------------ | ------------------------------------------- | --------------------------------- | -------------------------------- | ---------------- |
| 4. Sep. 1872           | Viktor Dubský von Třebomyslice |                                             | Franz Joseph I.                   | Naser ad-Din Schah               | 4. Juli 1877     |
| 1872                   | Eugen von Kuczyński            | Gesandter                                   | Franz Joseph I.                   | Naser ad-Din Schah               |                  |
| 13. Juni 1878          | Karl Załuski von Zaluskie      |                                             | Franz Joseph I.                   | Naser ad-Din Schah               | 4. März 1883     |
| 4. März 1883           | Gustav von Kosjek              |                                             | Franz Joseph I.                   | Naser ad-Din Schah               | 26. Aug. 1887    |
| 26. Aug. 1887          | Gustav von Thoemmel            |                                             | Franz Joseph I.                   | Naser ad-Din Schah               | 30. Juli 1889    |
| 1887                   | Albert Rakovszky von Nagy Rákó |                                             | Franz Joseph I.                   | Naser ad-Din Schah               |                  |
| 19. Okt. 1890          | Siegmund Rosty von Barkocz     |                                             | Franz Joseph I.                   | Naser ad-Din Schah               | 2. Aug. 1893     |
| 1890                   | Richard Oppenheimer            | Gesandter                                   | Franz Joseph I.                   | Naser ad-Din Schah               |                  |
| 6. Jan. 1894           | Franz Schiessl von Perstorf    |                                             | Franz Joseph I.                   | Naser ad-Din Schah               | 10. Sep. 1894    |
| 10. Sep. 1895          | Albert Eperjesy von Szàszváros |                                             | Franz Joseph I.                   | Naser ad-Din Schah               | 14. März 1901    |
| 14. März 1901          | Arnold von Hammerstein Gesmold |                                             | Franz Joseph I.                   | Mozaffar ad-Din Schah            | 29. Okt. 1905    |
| 29. Okt. 1905          | Arthur von Rosthorn            |                                             | Franz Joseph I.                   | Mozaffar ad-Din Schah            | 25. März 1911    |
| 1906                   | Karl Feistmantel               | Sanitätsdelegierter                         | Franz Joseph I.                   | Mozaffar ad-Din Schah            | 1914             |
| 1910                   | Wladimir Radimsky              |                                             | Franz Joseph I.                   | Ahmad Schah Kadschar             |                  |
| 1911                   | Franz Graf Firmian             |                                             | Franz Joseph I.                   | Ahmad Schah Kadschar             | 26. März 1905    |
| 25. März 1911          | Eduard Otto                    |                                             | Franz Joseph I.                   | Ahmad Schah Kadschar             | 22. Mai 1912     |
| 22. Mai 1912           | Hugo II. Logothetti            |                                             | Karl I.                           | Ahmad Schah Kadschar             | 3. Aug. 1918     |
| 1924                   | August Kral                    | Residenz: Istanbul ab 1929 Ankara           | Ignaz Seipel                      | Reza Schah Pahlavi               | 3. Aug. 1918     |
| 1928                   | Fritz Viktor Anton Ehlers      | Honorarkonsul in Teheran                    | Ignaz Seipel                      | Reza Schah Pahlavi               |                  |
| 1952                   | Erich Bielka                   | Residenz Ankara                             | Leopold Figl                      | Mohammad Reza Pahlavi            | 1958             |
| 1955                   | Eugen Buresch                  |                                             | Julius Raab                       | Mohammad Reza Pahlavi            | 1960             |
| 1960                   | Friedrich Riedl-Riedenstein    |                                             | Julius Raab                       | Mohammad Reza Pahlavi            |                  |
| 1966                   | Franz Herbatschek              |                                             | Josef Klaus                       | Mohammad Reza Pahlavi            |                  |
| 1968                   | Georg Seyffertitz              |                                             | Josef Klaus                       | Mohammad Reza Pahlavi            |                  |
| 1972                   | Albert Filz                    |                                             | Bruno Kreisky                     | Mohammad Reza Pahlavi            |                  |
| 1977                   | Christoph Cornaro              | 1979 als Missionsleiter zur Botschaft Kairo | Bruno Kreisky                     | Mohammad Reza Pahlavi            |                  |
| 1980                   | Johann Plattner                |                                             | Bruno Kreisky                     | Abolhassan Banisadr              |                  |
| 1984                   | Adolf Hetzl                    |                                             | Fred Sinowatz                     | Ali Chamene'i                    |                  |
| 1985                   | Manfred Kiepach                |                                             | Fred Sinowatz                     | Ali Chamene'i                    |                  |
| 3. Aug. 1988           | Herbert Traxl                  |                                             | Franz Vranitzky                   | Ali Akbar Haschemi Rafsandschani | 1990             |
| 1994                   | Erich Buttenhauser             |                                             | Franz Vranitzky                   | Ali Akbar Haschemi Rafsandschani |                  |
| 1997                   | H.Werner Ehrlich               |                                             | Viktor Klima                      | Mohammad Chatami                 | 2001             |
| 12. Apr. 2011          | Thomas M. Buchsbaum            |                                             | Werner Faymann                    | Mahmud Ahmadinedschad            |                  |
| 2013                   | Friedrich Stift                |                                             | Werner Faymann                    |                                  | 2017             |
| 2017                   | Stefan Scholz                  |                                             | Christian Kern                    | Hassan Rohani                    | 2021             |
| 2021                   | Wolf Dietrich Heim             |                                             |                                   |                                  |                  |